# アルバロ・モラタ
アルバロ・ボルハ・モラタ・マルティン（Álvaro Borja Morata Martín, 1992年10月23日 - ）は、スペイン・マドリード州マドリード出身のサッカー選手。セリエA・コモ1907所属。スペイン代表。ポジションはFW。

## クラブ経歴

### レアル・マドリード

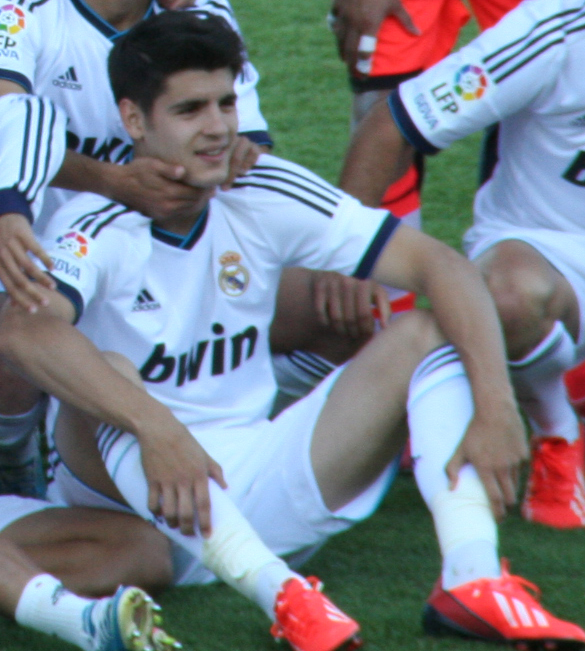
レアル・マドリードBでのモラタ(2013年)

2008年にヘタフェのユースからレアル・マドリードへ移り、フベニールCでプレーを始める。2010年6月には、フベニールAで34得点を挙げて2つのユースタイトルを獲得し、レアル・マドリード・カスティージャへ昇格した。その後、トップチームの監督を務めるジョゼ・モウリーニョは、モラタを含め5人の下部組織の選手をプレシーズンのアメリカ遠征に帯同させた。カスティージャでのデビュー戦となった8月15日のアルコルコンとの親善試合では、その試合唯一の得点を決めて勝利に貢献した。12月12日のレアル・サラゴサ戦でトップチームに招集されたモラタは、後半終了間際にアンヘル・ディ・マリアとの交代で出場し、トップチームデビューを果たした。その10日後、レバンテとのコパ・デル・レイでも後半77分から途中出場した。2011年2月13日のデポルティーボ・ラ・コルーニャBとの試合で初のハットトリックを記録した。2011-12シーズンは17ゴールを記録し、Bチームの2部昇格に貢献した。前シーズンの活躍が認められ、2012-13シーズンよりトップチームに昇格する事が決定した。しかし、トップチームでは安定した出場機会を得ることが出来なかった。

### ユヴェントス

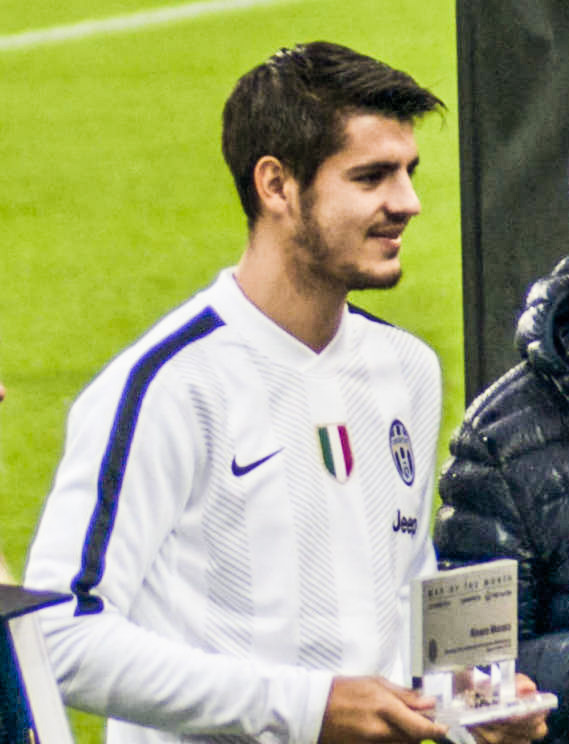
ユヴェントスでのモラタ(2014年)

2014年7月、ユヴェントスへの移籍が決定。移籍金は2000万ユーロ、契約は5年間。なお、最初の3年間は3000万ユーロの買い戻しオプションがついている。背番号は9番。9月13日のウディネーゼ・カルチョ戦にて、試合終了間際に同郷のフェルナンド・ジョレンテとの交代でセリエAデビュー。2週間後のアタランタ戦でユヴェントスでの初得点を記録した。ユヴェントスに移籍し出場機会が増えたことにより、同年スペイン代表としても試合に出場した。チャンピオンズリーグでは準決勝で古巣であるレアル・マドリードと対戦。1stレグで先制点を決め、2ndでも同点ゴールを決めてチームを決勝に導いた。バルセロナとの決勝戦でも先発し、同点ゴールをあげるがチームは敗れた。2015-16シーズンは34試合に出場して、7ゴールを記録、ユヴェントスのリーグ連覇に貢献した。3月20日のトリノ戦では途中交代で出場、2ゴールを決めた。 2016年5月22日に行われたコッパ・イタリア決勝ミラン戦では延長後半10分に値千金の決勝ゴールをあげ、ユヴェントスの国内三冠に貢献した。

### レアル・マドリード復帰
2016年6月21日、レアル・マドリードがユヴェントスから3000万ユーロの買い戻しオプションを行使しモラタの復帰が発表された。買い戻し後に他クラブへ放出し差益を手にするとも報道されていたが、最終的にチームに残留しシーズン開幕を迎えた。背番号は21番。2016年8月27日のセルタ戦で復帰後初ゴールを決めた。2017年2月26日、ビジャレアル戦では後半途中から投入され、マルセロのクロスにあわせて逆転勝利に貢献した。4月5日、第30節のレガネスでは3得点を決めて、シーズン二桁得点を達成した。ベンゼマの控えという立場ながら、最終的にリーグ戦では15ゴール、シーズントータル20ゴールを記録、チャンピオンズリーグ決勝でも後半から途中出場し、優勝も手にした。

### チェルシー

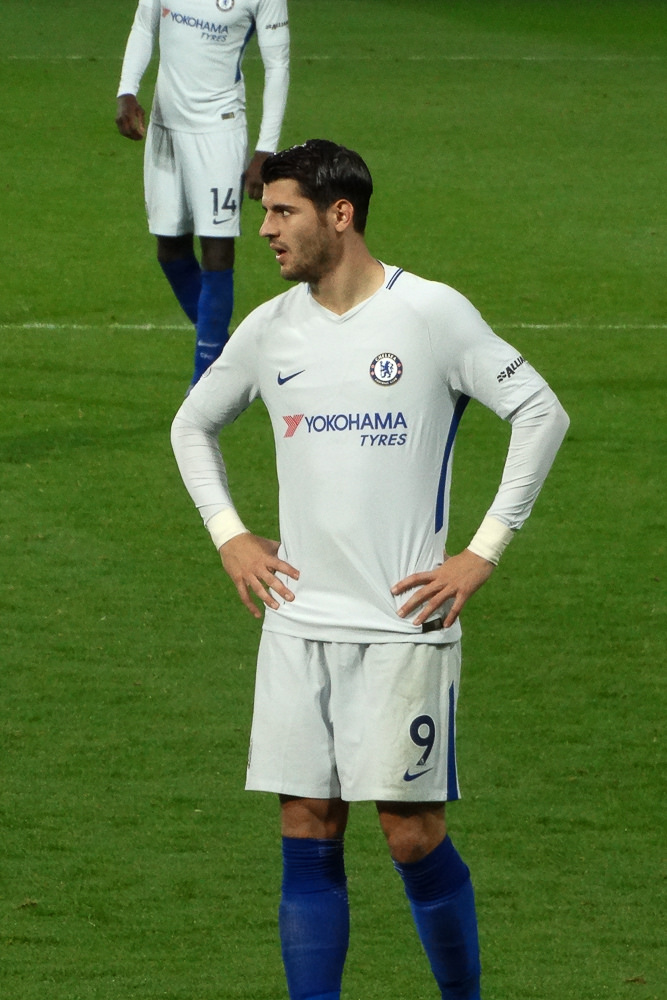
チェルシーでのモラタ(2017年)

2017年7月19日、チェルシーに移籍することでクラブ間が合意。7月21日、5年契約を結び、正式にチェルシーに加入することが決まった。
プレシーズンではゴールを挙げられなかったが、プレミア開幕戦のバーンリー戦ではチェルシー移籍後初ゴールを記録した。9月24日ストーク・シティ戦では、ハットトリックを達成した。2018年8月3日、2018-19シーズンより背番号を9番から29番に変更することを発表。29番は彼の双子の子供の誕生日である7月29日にちなんだものである。

### アトレティコ・マドリード
2019年1月28日、アトレティコ・マドリードに2019-20シーズン終了までのローン契約で加入した。背番号は22番。2月25日の第25節・ビジャレアル戦にてフィリペ・ルイスのクロスに左足で合わせ、移籍後初ゴールを記録した。2019年7月6日、2020年7月1日からアトレティコに完全移籍することが発表された。2019-20シーズンから背番号が22番から9番に変更された。2020年7月1日、チェルシーからアトレティコに移籍金4500万ユーロで完全移籍した。

### ユヴェントスへのローン
2020年9月22日、ユヴェントスFCに1000万ユーロの移籍金で期限付き移籍した。契約には買取りオプション、期限付き移籍を延長するオプションが付属している。背番号は前回のユヴェントス在籍時にも着用していた9番。10月17日のクロトーネ戦で復帰後初ゴールを決めた。年間合計44試合で20ゴール12アシストを決めた。
2021年6月15日、ローン契約の1年延長が決定。
2022年6月30日、ユヴェントスはモラタがユヴェントスを退団することを発表。

### アトレティコ復帰
2022-23シーズンよりユヴェントスからアトレティコに復帰。2022年8月15日、開幕戦のヘタフェCF戦では復帰後いきなり2得点の活躍を見せた。その後も絶対的なレギュラーではなかったものの、ディエゴ・シメオネ監督はモラタを前線の貴重な戦力として起用し続け、この2022-23シーズンはリーグ戦36試合で13得点を挙げた。シーズン終了後の2023年6月9日、以前より給料が減額された形のオファーとなったが、アトレティコとの契約を2026年6月末まで延長した。

### ACミラン
2024年7月19日、ACミランへの完全移籍が決定。契約は2028年6月30日までの4年間。背番号は7番。2024年8月17日、開幕戦となる第1節トリノFC戦にて後半60分、ルカ・ヨヴィッチと交代で途中出場しミランデビューを果たすと、後半89分にタイアニ・ラインデルスのパスを右足でダイレクトシュート、ミラン初ゴールをマークする。

### ガラタサライSKへのローン
2025年2月2日、トルコのガラタサライSKに期限付き移籍で加入。契約期間は2026年1月までの1年間であるが、6月までローンの延長が可能なオプションおよび完全移籍に移行する買取オプションが付帯する。レンタル料としてミランには半年毎に300万ユーロが支払われ、買取オプションを1月に行使する場合には800万ユーロ、6月に行使する場合には900万ユーロの移籍金がミランに支払われることになる。しかし半年後の2025年8月10日、双方合意によりガラタサライとの契約を解除。ガラタサライは保有権を持つミランから500万ユーロの違約金を受け取ることになった。

### コモへのローン
2025年8月12日、コモ1907に買取義務条項が付帯するローンで加入した。Sky Sportsによれば完全移籍に移行する際にミランに支払われる移籍金は約1200万ユーロとされている。

## 代表経歴
スペイン代表として2009 U-17ワールドカップに招集され、4試合に出場して2ゴールを奪った。2010年には、U-19国際トーナメントにも招集された。2011年に開催されたU-19欧州選手権では、大会史上最多となる6得点を挙げて大会得点王となった。2013年のU-21欧州選手権では途中出場が多かったものの4得点を挙げて大会得点王に輝いた。
2014年11月15日に行われたEURO 2016予選のベラルーシ戦で代表初出場を果たした。2015年3月27日のEURO 2016予選、ウクライナ戦で決勝点となる代表初ゴールを挙げた。
EURO 2016本大会ではグループリーグ第2戦のトルコ戦で2得点、第3戦のクロアチア戦で1得点と、合計3得点を挙げた。
2017年9月、2018 ワールドカップ予選のイタリア戦でもゴールを決めた。しかしその後はクラブでの不調などもあり、2018年3月の親善試合のメンバーから外された。さらに、ワールドカップの最終選考でも落選し、ロシア行きを逃すこととなった。
2021年5月24日、UEFA EURO 2020に臨むスペイン代表に招集された。その大会初戦となったグループリーグ・スウェーデン戦では、再三訪れた決定機を逃し、スコアレスドローに終わったことでサポーターから批判を浴びた。翌節ポーランド戦では、前半25分に先制ゴールを挙げたが、後半に失点し、1-1でのドローに終わった。決勝トーナメント1回戦のクロアチア戦では延長戦に入り決勝ゴールを決め、準々決勝進出に貢献した。準決勝のイタリア戦では途中出場から同点ゴールを挙げて延長戦に持ち込むが、PK戦で4人目のキッカーとしてキックを任されたが、ドンナルンマにセーブされてチームは敗退した。
2022年11月11日、W杯カタール大会に臨むメンバーの1人に選ばれた。グループリーグ初戦のコスタリカ代表戦では、1ゴール1アシストの活躍で7-0での大勝に貢献した、第2戦のドイツ戦でも途中出場からゴールを挙げ、最終節の日本戦ではスタメン起用され、3試合連続となるゴールを挙げたが、モラタの交代後チームは逆転を許した。
キャプテンとして臨んだUEFA EURO 2024では、初戦のクロアチア戦では、先制点を決め、さらに準決勝のフランス代表では、1アシストを決め、決勝までの全試合に出場、大会を通じて得点は1点であったが、自己犠牲にする献身的なプレーでスペイン代表を優勝に導いた。

## 人物
- 選手として数多くの移籍を経験しているが、その度に移籍先のクラブに対し「このクラブでプレーすることが夢だった」という旨の発言をしており、2021年末にFCバルセロナへの移籍が噂された際には移籍後の発言が予想されるなど話題となった[54]。
- モデルとして活躍している姉がいる[55]。
- ユヴェントス所属時代に知り合ったイタリア人女性と2017年に結婚。2018年7月29日に双子の子供が誕生した。

## 個人成績

### クラブ
2024-25シーズン終了時点
| クラブ                   | シーズン       | ディビジョン            | リーグ戦 | リーグ戦 | カップ戦 | カップ戦 | UEFA | UEFA | その他 | その他 | 合計 | 合計 |
| クラブ                   | シーズン       | ディビジョン            | 出場     | 得点     | 出場     | 得点     | 出場 | 得点 | 出場   | 得点   | 出場 | 得点 |
| ------------------------ | -------------- | ----------------------- | -------- | -------- | -------- | -------- | ---- | ---- | ------ | ------ | ---- | ---- |
| レアル・マドリードB      | 2010-11        | セグンダ・ディビシオンB | 28       | 15       | -        | -        | -    | -    | 0      | 0      | 28   | 15   |
| レアル・マドリードB      | 2011-12        | セグンダ・ディビシオンB | 37       | 17       | -        | -        | -    | -    | 0      | 0      | 37   | 17   |
| レアル・マドリードB      | 2012-13        | セグンダ・ディビシオン  | 18       | 12       | -        | -        | -    | -    | 0      | 0      | 18   | 12   |
| レアル・マドリードB      | クラブ通算     | クラブ通算              | 83       | 44       | -        | -        | -    | -    | 0      | 0      | 83   | 44   |
| レアル・マドリード       | 2010-11        | ラ・リーガ              | 1        | 0        | 1        | 0        | 0    | 0    | 0      | 0      | 2    | 0    |
| レアル・マドリード       | 2011-12        | ラ・リーガ              | 1        | 0        | -        | -        | -    | -    | 0      | 0      | 1    | 0    |
| レアル・マドリード       | 2012-13        | ラ・リーガ              | 12       | 2        | 2        | 0        | 1    | 0    | 0      | 0      | 15   | 2    |
| レアル・マドリード       | 2013-14        | ラ・リーガ              | 23       | 8        | 6        | 0        | 5    | 1    | 0      | 0      | 34   | 9    |
| レアル・マドリード       | 2016-17        | ラ・リーガ              | 26       | 15       | 5        | 2        | 10   | 3    | 2      | 0      | 43   | 20   |
| レアル・マドリード       | クラブ通算     | クラブ通算              | 63       | 25       | 14       | 2        | 16   | 4    | 2      | 0      | 95   | 31   |
| ユヴェントス             | 2014-15        | セリエA                 | 29       | 8        | 4        | 2        | 12   | 5    | 1      | 0      | 46   | 15   |
| ユヴェントス             | 2015-16        | セリエA                 | 34       | 7        | 5        | 3        | 8    | 2    | 0      | 0      | 47   | 12   |
| ユヴェントス             | 2020-21        | セリエA                 | 32       | 11       | 3        | 2        | 8    | 6    | 1      | 1      | 44   | 20   |
| ユヴェントス             | 2021-22        | セリエA                 | 35       | 9        | 5        | 1        | 7    | 2    | 1      | 0      | 48   | 12   |
| ユヴェントス             | クラブ通算     | クラブ通算              | 130      | 35       | 17       | 8        | 35   | 15   | 3      | 1      | 185  | 59   |
| チェルシー               | 2017-18        | プレミアリーグ          | 31       | 11       | 6        | 2        | 7    | 1    | 4      | 1      | 48   | 15   |
| チェルシー               | 2018-19        | プレミアリーグ          | 16       | 5        | 1        | 2        | 4    | 2    | 3      | 0      | 24   | 9    |
| チェルシー               | クラブ通算     | クラブ通算              | 47       | 16       | 7        | 4        | 11   | 3    | 7      | 1      | 72   | 24   |
| アトレティコ・マドリード | 2018-19        | ラ・リーガ              | 15       | 6        | -        | -        | 2    | 0    | 0      | 0      | 17   | 6    |
| アトレティコ・マドリード | 2019-20        | ラ・リーガ              | 34       | 12       | 0        | 0        | 8    | 3    | 2      | 1      | 44   | 16   |
| アトレティコ・マドリード | 2022-23        | ラ・リーガ              | 36       | 13       | 4        | 2        | 5    | 0    | -      | -      | 45   | 15   |
| アトレティコ・マドリード | 2023-24        | ラ・リーガ              | 32       | 15       | 5        | 1        | 10   | 5    | 1      | 0      | 48   | 21   |
| アトレティコ・マドリード | クラブ通算     | クラブ通算              | 117      | 46       | 9        | 3        | 25   | 8    | 3      | 1      | 154  | 58   |
| ミラン                   | 2024-25        | セリエA                 | 16       | 5        | 2        | 0        | 7    | 1    | 0      | 0      | 25   | 6    |
| ガラタサライ (loan)      | 2024-25        | スュペル・リグ          | 12       | 6        | 3        | 1        | 1    | 0    | 0      | 0      | 16   | 7    |
| キャリア総通算           | キャリア総通算 | キャリア総通算          | 468      | 177      | 52       | 18       | 95   | 31   | 15     | 3      | 630  | 229  |

1. ↑  UEFAスーパー杯1試合を含む。
2. ↑  FIFAクラブW杯
3. 1 2 3 4  スーパー杯
4. 1 2  リーグ杯とFAコミュニティ・シールド1試合の合計。

### 代表
出場大会
- U-19スペイン代表
  - 2011年 - UEFA U-19欧州選手権（優勝）
- U-21スペイン代表
  - 2013年 - UEFA U-21欧州選手権（優勝）
- スペイン代表
  - 2016年 - UEFA EURO 2016（ベスト8）
  - 2018年 - UEFAネーションズリーグ2018-19
  - 2021年 - UEFA EURO 2020（ベスト4）
  - 2022年 - 2022 FIFAワールドカップ (ベスト16)

試合数
2025年5月30日現在
- 国際Aマッチ 84試合 37得点（2014年 - ）[57]

| スペイン代表 | 国際Aマッチ | 国際Aマッチ |
| 年           | 出場        | 得点        |
| ------------ | ----------- | ----------- |
| 2014         | 2           | 0           |
| 2015         | 4           | 1           |
| 2016         | 12          | 7           |
| 2017         | 5           | 5           |
| 2018         | 4           | 0           |
| 2019         | 6           | 4           |
| 2020         | 3           | 1           |
| 2021         | 14          | 5           |
| 2022         | 11          | 7           |
| 2023         | 8           | 4           |
| 2024         | 15          | 3           |
| 2025         | 1           | 0           |
| 通算         | 84          | 37          |

得点
| #  | 開催日         | 開催地                                                       | 対戦国             | スコア | 結果 | 大会                                    |
| -- | -------------- | ------------------------------------------------------------ | ------------------ | ------ | ---- | --------------------------------------- |
| 1  | 2015年3月27日  | セビリア、エスタディオ・ラモン・サンチェス・ピスフアン       | ウクライナ         | 1–0    | 1–0  | UEFA EURO 2016予選                      |
| 2  | 2016年6月1日   | ザルツブルク、レッドブル・アレーナ                           | 韓国               | 4–0    | 6–1  | 親善試合                                |
| 3  | 2016年6月1日   | ザルツブルク、レッドブル・アレーナ                           | 韓国               | 6–1    | 6–1  | 親善試合                                |
| 4  | 2016年6月17日  | ニース、スタッド・ド・ニース                                 | トルコ             | 1–0    | 3–0  | UEFA EURO 2016                          |
| 5  | 2016年6月17日  | ニース、スタッド・ド・ニース                                 | トルコ             | 3–0    | 3–0  | UEFA EURO 2016                          |
| 6  | 2016年6月21日  | ボルドー、ヌーヴォ・スタッド・ド・ボルドー                   | クロアチア         | 1–0    | 1–2  | UEFA EURO 2016                          |
| 7  | 2016年9月5日   | マドリード、エスタディオ・ビセンテ・カルデロン               | リヒテンシュタイン | 6–0    | 8–0  | 2018 FIFAワールドカップ・ヨーロッパ予選 |
| 8  | 2016年9月5日   | マドリード、エスタディオ・ビセンテ・カルデロン               | リヒテンシュタイン | 7–0    | 8–0  | 2018 FIFAワールドカップ・ヨーロッパ予選 |
| 9  | 2017年6月7日   | ムルシア、エスタディオ・ヌエバ・コンドミーナ                 | コロンビア         | 2–2    | 2–2  | 親善試合                                |
| 10 | 2017年9月2日   | マドリード、エスタディオ・サンティアゴ・ベルナベウ           | イタリア           | 3–0    | 3–0  | 2018 FIFAワールドカップ・ヨーロッパ予選 |
| 11 | 2017年9月5日   | ファドゥーツ、ラインパーク・シュタディオン                   | リヒテンシュタイン | 0–2    | 0–8  | 2018 FIFAワールドカップ・ヨーロッパ予選 |
| 12 | 2017年9月5日   | ファドゥーツ、ラインパーク・シュタディオン                   | リヒテンシュタイン | 0–6    | 0–8  | 2018 FIFAワールドカップ・ヨーロッパ予選 |
| 13 | 2017年11月11日 | マラガ、エスタディオ・ラ・ロサレーダ                         | コスタリカ         | 2–0    | 5–0  | 親善試合                                |
| 14 | 2019年3月26日  | タカリ、ナショナル・スタジアム                               | マルタ             | 1–0    | 2–0  | UEFA EURO 2020予選                      |
| 15 | 2019年3月26日  | タカリ、ナショナル・スタジアム                               | マルタ             | 2–0    | 2–0  | UEFA EURO 2020予選                      |
| 16 | 2019年6月10日  | マドリード、エスタディオ・サンティアゴ・ベルナベウ           | スウェーデン       | 2–0    | 3–0  | UEFA EURO 2020予選                      |
| 17 | 2019年11月15日 | カディス、エスタディオ・ラモン・デ・カランサ                 | マルタ             | 1–0    | 7–0  | UEFA EURO 2020予選                      |
| 18 | 2020年11月17日 | セビリア、エスタディオ・オリンピコ・セビージャ               | ドイツ             | 1–0    | 6–0  | UEFAネーションズリーグ2020-21           |
| 19 | 2021年3月25日  | グラナダ、ヌエボ・エスタディオ・デ・ロス・カルメネス         | ギリシャ           | 1–0    | 1–1  | 2022 FIFAワールドカップ・ヨーロッパ予選 |
| 20 | 2021年6月19日  | セビージャ、エスタディオ・オリンピコ・セビージャ             | ポーランド         | 1–0    | 1–0  | UEFA EURO 2020                          |
| 21 | 2021年6月28日  | コペンハーゲン、パルケン・スタディオン                       | クロアチア         | 4–3    | 5–3  | UEFA EURO 2020                          |
| 22 | 2021年7月6日   | ロンドン、ウェンブリー・スタジアム                           | イタリア           | 1–1    | 1–1  | UEFA EURO 2020                          |
| 23 | 2021年11月14日 | セビージャ、ラ・カルトゥーハ                                 | スウェーデン       | 1–0    | 1–0  | 2022 FIFAワールドカップ・ヨーロッパ予選 |
| 24 | 2022年3月29日  | ア・コルーニャ、リアソール                                   | アイスランド       | 1–0    | 5–0  | 親善試合                                |
| 25 | 2022年3月29日  | ア・コルーニャ、リアソール                                   | アイスランド       | 2–0    | 5–0  | 親善試合                                |
| 26 | 2022年6月2日   | セビージャ、エスタディオ・ベニート・ビジャマリン             | ポルトガル         | 1–0    | 1–1  | UEFAネーションズリーグ2022-23           |
| 27 | 2022年9月27日  | ブラガ、エスタディオ・ムニシパル・デ・ブラガ                 | ポルトガル         | 1–0    | 1–0  | UEFAネーションズリーグ2022-23           |
| 28 | 2022年11月23日 | アル・トゥマーマ、アル・トゥマーマ・スタジアム               | コスタリカ         | 7–0    | 7–0  | 2022 FIFAワールドカップ                 |
| 29 | 2022年11月27日 | アル＝ハウル、アル・バイト・スタジアム                       | ドイツ             | 1–0    | 1–1  | 2022 FIFAワールドカップ                 |
| 3  | 2022年12月1日  | ライヤーン、ハリーファ国際スタジアム                         | 日本               | 1–0    | 1–2  | 2022 FIFAワールドカップ                 |
| 31 | 2023年9月8日   | トビリシ、ボリス・パイチャーゼ・スタジアム                   | ジョージア         | 0-1    | 1-7  | UEFA EURO 2024予選                      |
| 32 | 2023年9月8日   | トビリシ、ボリス・パイチャーゼ・スタジアム                   | ジョージア         | 0-4    | 1-7  | UEFA EURO 2024予選                      |
| 33 | 2023年9月8日   | トビリシ、ボリス・パイチャーゼ・スタジアム                   | ジョージア         | 1-5    | 1-7  | UEFA EURO 2024予選                      |
| 34 | 2023年10月12日 | セビリア、エスタディオ・オリンピコ・セビージャ               | スコットランド     | 1-0    | 2-0  | UEFA EURO 2024予選                      |
| 35 | 2024年6月8日   | パルマ・デ・マヨルカ、エスタディ・マジョルカ・ソン・モイシュ | 北アイルランド     | 2-1    | 5-1  | 親善試合                                |
| 36 | 2024年6月15日  | ベルリン、オリンピアシュタディオン                           | クロアチア         | 1-0    | 3-0  | UEFA EURO 2024                          |
| 37 | 2024年10月15日 | コルドバ、エスタディオ・エル・アルカンヘル                   | セルビア           | 2-0    | 3-0  | UEFAネーションズリーグ2024-25A          |

## タイトル

### クラブ
レアル・マドリード・カスティージャ
- セグンダ・ディビシオンB: 2011-12

レアル・マドリード
- ラ・リーガ: 2011-12, 2016-17
- コパ・デル・レイ: 2010-11, 2013-14
- UEFAチャンピオンズリーグ: 2013-14, 2016-17
- UEFAスーパーカップ: 2016
- FIFAクラブワールドカップ: 2016

ユヴェントス
- セリエA: 2014-15, 2015-16
- コッパ・イタリア: 2014-15, 2015-16, 2020-21
- スーペルコッパ・イタリアーナ: 2020

チェルシー
- FAカップ: 2017-18

### 代表
U-19スペイン代表
- UEFA U-19欧州選手権: 2011

U-21スペイン代表
- UEFA U-21欧州選手権: 2013

スペイン代表
- UEFAネーションズリーグ: 2022-23
- UEFA欧州選手権: 2024

### 個人
- UEFA U-19欧州選手権得点王: 2011
- UEFA U-21欧州選手権得点王: 2013
- UEFAチャンピオンズリーグベストチーム: 2014-15[58]